# Hedmanska gården
Hedmanska gården en fredet bindingsværksbygning hvis ældste dele går tilbage til 1500-tallet, der ligger på Lilla Torg i Malmøs gamle bydel Gamla staden, Sverige. Bygningskomplekset består af flere bygninger, hvor af to af dem står ud til torvet. Den østlige længe er opført i 1596, mens det vestlige hus er fra 1700-tallet, længen mod vest langs Hjulhamnsgatan er fra 1700-tallet, og mod syd står et magasin fra midten af 1800-tallet inde i gården. Selve gården opstod i 1720'erne ved en sammelængning af tre ejendomme. Den har sit navn fra købmand Gabriel Hedman (1807–1892), som købte gården i 1838.
I stueetagen af bygningen fra 1596 er der det såkaldte "Bagers skalderum". Haqvin Bager levede i slutningen af 1700-tallet. Han ejede huset og fik malet nogle af sine digte på væggene; digte, der til dels stadig er bevaret. Haqvin var en flittig skribent i datidens Stockholm-aviser og selv Carl Michael Bellman kendte "den gamle mand Bager i Malmø" godt.